# Úmar ibn al-Muïzz
Úmar ibn al-Muïzz fou fill de l'emir zírida Xàraf-ad-Dawla al-Muïzz ibn Badis i germà de Tamim ibn al-Muïzz.
A Gabès havia agafat el poder Kadi, però aquest fou mort per una revolta popular local, per la seva tirania el 1096 i els notables de la població van donar el poder a Úmar ibn al-Muïzz, germà de l'emir zírida governant Tamim (1062-1108).
En les lluites que van seguir, van pujar al poder els Banu Djami, de la tribu dels dahman, emparentats amb els hilalians Banu Riyah. Makki ibn Kamil ibn Jamí va prendre el poder després d'eliminar Úmar ibn al-Muïzz (1097).